# Coccus pruni
Coccus pruni är en insektsart som beskrevs av Hermann Burmeister 1849. Coccus pruni ingår i släktet Coccus och familjen skålsköldlöss. Inga underarter finns listade i Catalogue of Life.